# 第二届全国人民代表大会代表名单
中华人民共和国第二届全国人民代表大会代表，共1235人，31个选举单位（包括台湾省），任期从1959年4月至1964年12月。
以下列出全部代表名单。单位和姓名均按笔划排列。

## 选举单位

### 广东省（六十二人）
丁颖、文敏生、王生保、邓文钊、卢焕章、叶季壮、刘思慕、朱光、华凤翔、杜国庠、李坚真（女）、陈汝棠、陈其尤、陈垣、陈郁、陈秋安、陈能兴、陈斯德、陈焕镛、陈镜开、吴冷西、谷源松、郑天保、郑铁如、林文彪、林克明、林岳川、林锵云、张汉明、张建（女）、邵良础、罗明燏、罗范群、周林度、周婉如（女）、周扬、赵光炬、柯麟、梁广、梁巨、梁伯强、许广平（女）、许崇清、郭棣活、梅日新、梅益、曾生、覃修典、黄鼎臣、黄洁、焦林义、雷洁琼（女）、廖似光（女）、廖梦醒（女）、蒋光鼐、蔡廷锴、蔡翘、蔡楚生、钱学森、鲍国宝、谢志光、戴爱莲（女）

### 广西僮族自治区（三十八人）
韦国清、韦章平、区棠亮（女）、甘怀义、石兆棠、卢绍武、叶培、丘玉池、李任仁、李济深、陈此生、陈基义、成仿吾、林克武、张云逸、张声震、金宝生、赵世同、赵乐群、梁华新、郭城、莫乃群、莫寿全、覃应机、覃波、黄征、黄举平、黄荣、黄莲辉（女）、程曙天、雷荣珂、蓝昌法、杨文贵、杨东莼、蒋在球、黎明（女）、谢扶民、谢鹤筹

### 上海市（六十三人）
王怀琛、王性尧、王树森、王淑贞（女）、王菊生、左淑东（女）、叶企孙、史慕康、江庸、刘念义、刘述周、刘靖基、沈克非、沈钧儒、汪猷、宋庆龄（女）、苏步青、李福祥、陈云、陈见真、陈伯达、陈建功、陈望道、陈毅、吴若安（女）、吴梅生、吴耀宗、欧阳予倩、张方佐、张元济、张维桢、孟庆元、孟宪承、金仲华、周志宏、周信芳、计浩然、赵祖康、赵超构、荣毅仁、胡子婴（女）、胡厥文、柯庆施、袁雪芬（女）、徐森玉、曹荻秋、汤桂芬（女）、汤蒂因（女）、冯德培、项叔翔、黄佐临、舒新城、盛丕华、程门雪、裔式娟（女）、杨之华（女）、杨富珍（女）、韩忻亮、钟民、颜福庆、瞿希贤（女）、魏如、谭震林

### 山东省（七十六人）
丁履德、韦慤、王洵才、王美恭（女）、王首道、王深林、邓拓、丘金、刘宁一、刘民生、刘长胜、刘同诰、刘先志、刘惠民、孙晓村、朱学范、朱洗、沈雁冰、邢西萍、李克佐、李顺章、李澄之、陈少敏（女）、陈孟元、陈雷、吴德峰、吕鸿宾、余心清、谷牧、林遵、张天民、张公制、张兆美、张含英、张玺、金宝珍、金明、周仁、赵丹、胡绳、胡耀邦、范文澜、范式人、郎咸芬（女） 郝建秀（女）、夏衍、夏鼐、晁哲甫、徐士高、徐运北、徐佐夏、徐建春（女）、徐眉生、许之桢、郭永怀、郭贻诚、康生、毕德显、崔德锡、童第周、冯沅君（女）、曾山、舒同、杨得志、杨蕴玉（女）、董边（女）、臧克家、蔡邦华、滕景禄、钱之光、钱昌照、钱瑛（女）、谢觉哉、魏秀英（女）、谭启龙、酆云鹤（女）

### 山西省（二十四人）
王世英、王贵英、王绶、邓初民、申纪兰（女）、杜庆云、李顺达、李辉（女）、武新宇、岳维藩、赵大庆、南汉宸、胡文秀（女）、凌大琦、高进才、高鸣钟、马六孩、郭兰英（女）、康永和、焦国鼐、傅作义、贾宝执、杨自秀、卫恒

### 云南省（四十五人）
刀京版、于一川、王少岩、召存信、卢汉、付一之、刘阿鲁子、刘春、刘荣显、刘淑清（女）、宋任穷、罕富有、更觉、李开荣、李光华、李自荣、李和才、李桂英（女）、李能、张子斋、张天放、张冲、张惠英（女）、张霖之、罗运通、竺良甫、和凤昭、周兴、周保中、赵九章、赵钟奇、胡忠华、高士其、秦仁昌、马坚、马继孔、徐嘉瑞、普贵忠、曾文昌、雷春国、楚图南、董福生、熊开友、魏崖景、龚绶

### 内蒙古自治区（十六人）
王再天、刘秀梅（女）、达理札雅、苏谦益、李继侗、杰尔格勒、张稼夫、周北峰、赵斌、胡和勒泰、奎璧、特木尔巴根、乌兰（女）、乌兰夫、噶喇藏、谭振雄

### 宁夏回族自治区（五人）
刘格平、李景林、马玉槐、马腾霭、雷启霖

### 甘肃省（十九人）
邓宝珊、任谦、汪德昌、李翰园、陈佩华（女）、张治中、高健君、马泳、马青年、马鸿宾、郭孟和、黄正清、杨明轩、杨复兴、杨澄中、杨静仁、蒋次升、霍维德、魏毓英（女）

### 辽宁省（七十七人）
丁贵堂、于振瀛、王文山、王玉吉、王世宗、王忠、王恒成、王炳南、王崇伦、王凤恩、邓兆祥、毛鹤年、刘立富、刘宝田、刘洪达、刘盛田、刘慎谔、刘澜波、巩天民、孙孝菊（女）、车向忱、严济慈、李成君、李廷顺、李宝书、李炳勋、李风（女）、李恩业、李熏、李锡奎、陈先舟、吴执中、吴英恺、吕正操、佟玉兰（女）、庞观祥、郑锡坤、林汉达、林枫、张大煜、张文春、张文裕、张俊秀、张振发、张凯、孟泰、邵象华、金肇野、丘新野、禹光韩、姜培禄、娄尔康、赵国强、赵清、胡兆森、胡明、胡愈之、高扬、高凤琴（女）、唐立言、栗德萃、许兴柱、郭述申、曹吉庆、尉凤英（女）、甯武、费广泰、黄欧东、喻屏、靳树梁、杨克冰（女）、杨树棠、杨海波、钱仲举、韩光、魏曦、顾敬心

### 北京市（二十九人）
万里、王昆仑、毛泽东、乐松生、安朝俊、刘少奇、刘德珍、宋汀（女）、李恕、吴晗、林巧稚（女）、张友渔、张百发、张晓梅（女）、张奚若、罗淑珍（女）、周恩来、范瑾（女）、浦洁修（女）、殷维臣、梁思成、郭树德、梅兰芳、彭真、黄润萍、舒舍予、载涛、蒋南翔、诸福棠

### 四川省（一百一十七人）
王文彬、王寿才、王海民、王道周、王维舟、邓小平、邓芳芝（女）、邓锡侯、巴金、瓦渣木基、尼古果果（女）、卢子鹤、田一平、田汉、田景琦、安登银、刘文辉、刘希媛（女）、刘承钊、刘昂（女）、刘星垣、阳翰笙、艾芜、朱德、伍文才、任白戈、华尔功、成烈、沙汀、苏新、李大章、李伯钊（女）、李宗林、李初梨、李劼人、李斯炽、陈文贵、陈辛仁、陈书舫（女）、陈晓岚、陈彭年、吴玉章、吴昱恒、余秋里、谷志标、成晓法、何惧、何源海、但懋辛、郑绍文、林甲镛、张文治、张文金、张为炯、张天翼、张际春、张利珍（女）、张秀熟、张泗洲、张经武、阿旺嘉错、阿侯鲁木子、邵荃麟、果基木古、罗文才、罗世发、罗瑞卿、金锡如、周钦岳、周泽昭、施复亮、赵尔陆、荣科、胡子昂、柯召、降央伯姆（女）、侯外庐、侯光炯、侯德封、郎毓秀（女）、索观瀛、袁志先、夏克刀登、夏康农、桑吉悦希、徐伯昕、能海、郭沫若、萧龙友、萧松立、萧则可、童小鹏、童少生、冯铉、彭迪先、黄汲清、黄荣昌、黄鱼门、程子健、程绍迥、雷从民、蓝田、杨开渠、廖井丹、廖世刚、廖志高、廖苏华（女）、裴昌会、熊克武、熊尚元、赖际发、阎红彦、谢立惠、钟体乾、聂荣臻、萨空了、谭文斌、龚饮冰

### 江西省（二十一人）
白栋材、刘之纲、刘建华、刘俊秀、危秀英（女）、李友秀（女）、陈劭先、陈翊科、吴有训、吴学周、张诗英、邵式平、易瑞生、马廷士、许德珩、郭庆棻、郭清泗、黄家驷、程孝刚、杨惟义、潘震亚

### 江苏省（六十七人）
丁西林、王恒山、王绍鏊、孔原、叶圣陶、史良（女）、刘国钧、刘树勋、庄铭耕、达浦生、朱兆雪、朱穆之、华君武、华罗庚、沙千里、冷遹、李庆逵、李明扬、李维光、陆定一、陈永康、陈光、陈忠经、吴贻芳（女）、何碧辉（女）、张志让、张曼筠（女）、张絅伯、张汇兰（女）、张闻天、罗尔纲、罗琼（女）、金善宝、季方、周培源、计雨亭、胡文耀、胡乔木、胡耐秋（女）、柯仲平、茅以升、俞寰澄、侯德榜、浦安修（女）、宫维桢、秦祥宝、徐肖冰、章央芬（女）、许闻天、郭影秋、曹轶欧（女）、曾世英、彭冲、惠浴宇、斯行健、黄炎培、程茂兰、杨俊生、廖世承、管文蔚、潘梓年、潘菽、钱正英（女）、钱俊瑞、薛暮桥、戴玉才、戴白韬

### 安徽省（三十八人）
方令孺（女）、韦滨、孙起孟、孙德和、朱蕴山、沈谷南（女）、沈其益、汪世铭、汪胡桢、汪德昭、宋乃德、李有安、李克农、陈荫南、吴茂荪、余亚农、何世琨、何谦堂、庞明义、欧远方、张劲夫、张德宝、张锡祺、周鲠生、赵朴初、赵承嘏、查夷平、查谦、纪明选、马乐庭、桂林栖、章蕴（女）、许杰、曾希圣、黄岩、舒绣文（女）、黎锦熙、卫立煌

### 吉林省（二十三人）
于德泉、王玉贤、仁钦札木苏、刘亚雄（女）、关山复、朱德海、宋洁涵、李川江、李砥平、成盛三、宗希云、张文海、张德馨、金时龙、金信淑（女）、纪英林、唐敖庆、栗又文、徐寿轩、冯仲云、曾泽生、闵刚侯、喻德渊

### 西藏（十二人）
王其梅、协饶登珠、尧西·泽仁卓玛（女）、达赖喇嘛·丹增嘉措、赤江·罗桑意西、邦达多吉、张国华、阿沛·阿旺晋美、周仁山、班禅额尔德尼·却吉坚赞、格桑旺堆、詹东·计晋美

### 华侨（三十人）
方方、方君壮、王源兴、尤扬祖、卢成、庄世平、庄希泉、庄明理、伍禅、苏惠（女）、李华、陈宗基、陈其瑗、陈嘉庚、吴益修、吴桓兴、何香凝（女）、张国基、周铮、丘及、洪丝丝、蚁美厚、唐明照、梁金山、连贯、黄长水、杨汤城、廖承志、谢南光、钟庆发

### 河北省（八十二人）
于学忠、万晓塘、王历耕、王光英、王伟、王芸生、王昆（女）、王国权、王国藩、王德滋、王泽华、王鹤寿、石志仁、卢郁文、田秀涓（女）、刘子厚、刘长福、刘白羽、刘仙洲、刘秀峰、刘宝忠、刘持钧、刘清扬（女）、刘澜涛、齐燕铭、戎冠秀（女）、孙桂珍（女）、朱宪彝、朱梦苏、朱继圣、李永、李兆珍（女）、李国钧、李烛尘、李耕涛、李培之（女）、李凤兰（女）、李颉伯、李质忠、李德全（女）、陈翰笙、吴文焘、吴韫山、谷小波、林铁、张庆春、张苏、张国忠、张国藩、张岩、张香桐、张砺生、孟目的、罗玉川、金直夫、周叔弢、丘光河、荣高棠、俞霭峰（女）、昝凌、侯宝政、高树勋、耿长锁、马万水、马卓洲、马彦祥、马思聪、马约翰、郗占元、徐欣（女）、章靳以、康修民、萧长华、陶孟和、杨石先、杨扶青、杨秀峰、杨雨民、杨琍瑛（女） 钱嘉光、薄一波、谭真

### 河南省（五十六人）
王少堂、王化云、王志杰、邓颖超（女）、尹达、刘九学、刘文树（女）、刘名榜、刘英（女）、刘晏春、刘鸿文、孙香云（女）、汪菊潜、邢肇棠、苏殿选、杜延庆、杜孟模、李世璋、李雪峰、李赋都、李儼、陈凤桐、吴作人、吴芝圃、何泽慧（女）、林砺儒、张伯声、屈武、秉志、赵文甫、赵树理、侯德原、高镇五、马豫真、袁慧灼、徐子荣、郭则沉、康克清（女）、曹靖华、常香玉（女）、曾传六、贺升平、嵇文甫、傅子诚、须恺、贾心斋、贾拓夫、杨廷宝、杨显东、杨纯（女）、杨锺健、鲁定华、霍秉权、钱端有、谢为杰、魏巍

### 青海省（九人）
札喜旺徐、孙君一、官保加、松布、马明基、袁任远、夏茸尕布、曹菊如、喜饶嘉错

### 军队（六十人）
丁志辉（女）、王天保、王平、王宏坤、王建安、王新亭、王诤、叶剑英、刘兴胜、刘有光、刘华香、刘伯承、刘培善、刘善本、朱良才、向仲华、李天佑、李天焕、李达、迟浩田、陈士矩、陈再道、陈伯钧、陈明仁、吴法宪、成钧、武尚志、林彪、张令彬、罗荣桓、周文江、周纯全、邱创成、赵毛臣、赵仁虎、赵兴元、唐求（女）、秦基伟、徐立清、徐向前、徐恒禄、郭恩志、萧望东、陶峙岳、崔建功、彭绍辉、彭德怀、粟裕、贺龙、贺炳炎、程远茂、傅秋涛、傅锺、杨至成、杨嘉瑞、董其武、詹才芳、赖传珠、魏志英、谭政

### 浙江省（三十五人）
文芸（女）、叶熙春、刘开渠、沈兹九（女）、沈凤英（女）、汪槱生、严景耀、陆士嘉（女）、陆巧生、陈有生、陈叔通、贝时璋、吴宪、何燮侯、张琴秋（女）、邵力子、竺可桢、周建人、邱清华、赵忠尧、俞平伯、俞佐宸、唐巽泽、马叙伦、马寅初、倪斐君（女）、徐赤文、许宝驹、冯宾符、杨匡保、董聿茂、潘天寿、霍士廉、钱崇澍、顾功叙

### 陕西省（二十七人）
方仲如、王保京、王菊人、王德彪、安文钦、严信民、苏资琛、李凤莲（女）、李馥清（女）、陆景云、陈大燮、陈雨皋、张寿荫、张金聚、张秋香（女）、岳劼恒、赵占魁、赵寿山、赵伯平、唐洪澄、马平甫、马明方、原政庭、习仲勋、虞宏正、熊应栋、韩望尘

### 湖北省（四十八人）
王全煌、王涛、王家楫、邓子恢、邓裕志（女）、田恩波、刘西元、刘劲、朱早弟（女）、朱国蕴（女）、宋一平、李文宜（女）、李四光、李冬青（女）、李达、李先念、李国伟、李范一、李书城、陈离、陈经畲、余益庵、官木生、张体学、张难先、周小燕（女）、周仲英、胡锡奎、涂长望、唐午园、唐棣华（女）、夏以焜、夏坚白、曹禺、梅龚彬、汤用彤、彭仰钦、黄序周、黄松龄、贾琏（女）、杨献珍、杨德重、董必武、熊子民、鲍鼎、戴芳澜、萨本炘、饶兴礼

### 湖南省（四十九人）
王季范、王新元、石邦智、龙老保、帅孟奇（女）、白杨（女）、刘正良、刘斐、向洪良、沈其震、沈德建、言仁海、李明灏、李贞（女）、李富春、李维汉、吴通行、吴道生、吕骥、何长工、林伯渠、张万宏、张启龙、易礼容、易湘苏（女）、罗叔章（女）、周立波、周世钊、周礼、周谷城、周震鳞、赵自现、凌霞新、高文华、唐生智、徐特立、章士钊、康菊英（女）、曹伯闻、曹孟君（女）、萧三、陶大有、彭祖贵、贺贵严、程潜、杨定安、翦伯赞、蔡畅（女）、谭余保

### 黑龙江省（二十九人）
于开泉、王孙慈、王喜明、王震、邓国章、巴彦胡、毛诚（女）、石增荣、白希清、刘长瑞、刘佩芝、任仲夷、苏广铭、李延禄、李范五、陆平、林纳（女）、金白山、高崇民、马永顺、马恒昌、徐志芬（女）、梁军（女）、郭霁云（女）、陶淑范（女）、崔国山、杨显亭、褚应璜、韩幽桐（女）

### 贵州省（二十六人）
韦茂文、王由仁、王兴才、王德安、王耀伦、田君亮、刘子毅、刘建熙、艾思奇、严希纯、李仿尧、李侠公、陆庆美、陈职民、吴通明、罗登义、周林、胡玉仙（女）、高克林、秦必相、徐健生、彭桓武、杨汉先、杨彬奎、蒙素芬（女）、熊开明

### 新疆维吾尔自治区（二十一人）
札克洛夫、牙合甫大毛拉、司马益·亚生诺夫、包尔汉、安尼瓦尔·汉巴巴、安尼瓦尔·贾库林、买买提哈吾力、吐尔逊阿吉、色里曼（女）、伊敏·马合苏木、汪锋、辛兰亭、吾守尔加甫、何德尔拜、吕剑人、阿衣木汉（女）、阿克木西日甫、禹占林、祖龙·哈的尔、马依努尔（女）、赛福鼎

### 福建省（十八人）
王亚南、田富达、江一真、刘永生、刘崇乐、庄长恭、陈绍宽、何遂、郑依牳、林一心、张鼎丞、金瀚、周菊珍（女）、洪顺利、侯振亚、梁灵光、谢冰心（女）、谢雪堂